# فيكتور غوميز بيريا
فيكتور غوميز بيريا (بالإسبانية: Víctor Gómez Perea) (مواليد 1 أبريل 2000) هو لاعب كرة قدم إسباني يلعب في مركز الظهير الأيمن في نادي ميرانديس على سبيل الإعارة.

## روابط خارجية
- فيكتور غوميز بيريا على موقع الاتحاد الأوربي (الإنجليزية)
- فيكتور غوميز بيريا على موقع قاعدة بيانات كرة القدم.إي يو (الإنجليزية)
- فيكتور غوميز بيريا على موقع Soccerway.com (الإنجليزية)
- فيكتور غوميز بيريا على موقع عالم كرة القدم.نت (الإنجليزية)